# جانيت كليفت جورج
جانيت كليفت جورج (بالإنجليزية: Jeannette Clift George)‏ هي كاتِبة وكاتبة مسرحية وممثلة أمريكية، ولدت في 1 يونيو 1925 في هيوستن في الولايات المتحدة، وتوفيت بنفس المكان في 23 ديسمبر 2017.

## وصلات خارجية
- جانيت كليفت جورج على موقع IMDb (الإنجليزية)
- جانيت كليفت جورج على موقع قاعدة بيانات الفيلم (الإنجليزية)